# Kamienica Długa 52 – Jana Kazimierza 5 w Bydgoszczy
Kamienica Długa 52 – Jana Kazimierza 5 w Bydgoszczy – kamienica narożna przy ulicy Długiej / Jana Kazimierza, na terenie Starego Miasta w Bydgoszczy. Siedziba kujawsko-pomorskiego Wojewódzkiego Sądu Administracyjnego.

## Położenie
Budynek stoi we wschodniej pierzei ul. Jana Kazimierza, od ul. Długiej do ul. Pod Blankami.

## Historia
Początki kamienicy nie są dobrze udokumentowane, natomiast wiadomo, że istniała w tym miejscu murowana, bądź szachulcowa zabudowa jeszcze w okresie staropolskim. Na podstawie przeprowadzonych do 2008 r. ratowniczych badań archeologicznych określono  wiek pozostałości murowanej kamienicy przy ul. Jana Kazimierza 5/Długa 52 na XVI-XVIII w..  
Na szczegółowym planie zabudowy miasta, sporządzonym przez pruskiego geometrę Gretha, w 1774 r., na miejscu obecnej kamienicy widnieją puste działki budowlane. Na planie z 1816 r. znajduje się budynek od strony ul. Długiej, podobnie na planie z 1834 r. Zarys obecnego budynku wypełniającego pierzeję ul. Jana Kazimierza, Długiej i Pod Blankami widnieje natomiast na planie miasta z 1876 r.
Na początku XX wieku w kamienicy znajdowały się: sklep papierniczy Blumenthala, zakład fryzjerski Kaschika i sklep rzeźnicki Josela, potem sióstr Róży i Gertrudy Wolff z wędlinami koszernymi. Na pierwszym piętrze urzędował adwokat Jakobsohn, na drugim był zakład krawiectwa męskiego Ludwiga, a na trzecim panna Seifert udzielała lekcji gry na fortepianie. Powyższe sklepy i zakłady rzemieślnicze należały w tym czasie przeważnie do osób żydowskiego pochodzenia.
W latach 1909–1920 na parterze budynku mieściła się siedziba „Dziennika Bydgoskiego”, wydawanego z inicjatywy Jana Teski. Była to najważniejsza gazeta polska w Bydgoszczy w okresie zaboru pruskiego, zaś w okresie międzywojennym największy dziennik wydawany w mieście.
W 2002 r. w kamienicy ulokowano kujawsko-pomorski oddział Naczelnego Sądu Administracyjnego, przemianowany w 2004 r. na Wojewódzki Sąd Administracyjny. Z tej okazji kamienica została gruntownie wyremontowana, zaś wnętrza dostosowane do potrzeb sądownictwa.
Na fasadzie kamienicy od strony ul. Długiej, w 1996 r. umieszczono tablicę pamiątkową, która upamiętnia redakcję „Dziennika Bydgoskiego”, będącą ostoją polskości w pierwszych dziesięcioleciach XX wieku w Bydgoszczy.
W 2017 elewację budynku ponownie poddano remontowi.

## Architektura
Budynek jest wzniesiony na rzucie podkowy. Kamienica frontowa jest podpiwniczona, dwupiętrowa, z poddaszem. Parter zdobiony jest boniowaniem. Kondygnacje wydzielono gzymsami, z największym gzymsem koronującym. Okna pierwszego i drugiego piętra posiadają jednakową na każdym piętrze oprawę architektoniczną.